# Малые братья Марии

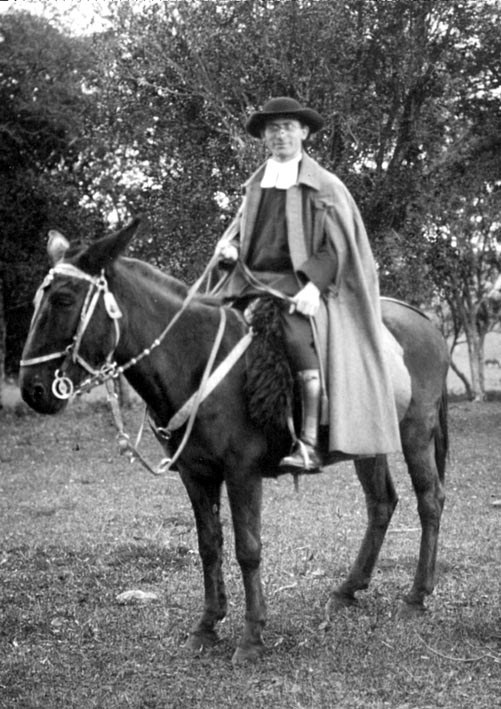
Малый брат Марии в Бразилии, фотография 1930 года

Ма́лые бра́тья Мари́и, полное наименование — Институт школьных братьев-маристов (фр. Frères maristes, лат. Institutum Fratrum Maristarum a Scholis, Institutum Parvolorum Fratrum Mariae, F.M.S. или P.F.M.) — католическая мужская монашеская конгрегация, позиционирующая себя как религиозный образовательный институт.

## История
Конгрегация основана в 1817 году во Франции Марселлином Шампанья. 9 января 1863 года Римский папа утвердил устав конгрегации. На момент смерти Марселлина Шампанья в 1840 году в конгрегации состояло 310 монахов, а сама организация имела в своём распоряжении 48 школ, располагавшихся только в центральной части Франции. За последующие десятилетия XIX века численность конгрегации существенно возросла и к началу XX века уже достигала нескольких тысяч человек.
Свою миссионерскую деятельность конгрегация начала в 1836 году, когда первые его миссионеры были отправлены в Океанию. В 1852 году «малые братья» открыли свою первую постоянно действующую миссию в Великобритании, что позволило им в скором времени начать миссионерскую деятельность по всей этой стране, а также в британских колониях. В 1885 году была основана первая миссия ордена в Северной Америке, и уже в скором времени его активность в этой стране существенно возросла — основывались интернаты, ремесленные училища для мальчиков, детские приюты.

## Современность
В XXI веке численность ордена составляет порядка 40000 человек, его миссии находятся в 79 странах мира.